# Улица Тагирова (Салават)
Улица Тагирова  — улица расположена в центре Мусино.

## История
Застройка улицы началась в 1948 году. Улица застроена частными 1-2 этажными домами. Улица названа в честь башкирского писателя Афзала Тагирова.

## Трасса
Улица Тагирова начинается от улицы Победы и заканчивается на улице Полевая.

## Транспорт
По улице Тагирова общественный транспорт не ходит.